# William Shenstone
William Shenstone (Leasowes, 1714 – 1763) è stato un poeta britannico.
Insieme a Thomas Gray e William Collins fu uno dei grandi precursori inglesi del Romanticismo. La sua opera più importante è la Ballata pastorale (1743), che ben descrive la tenuta di Leasowes, dove lo stesso Shenstone praticava giardinaggio artistico.